# Labyrinten i Vittaryd

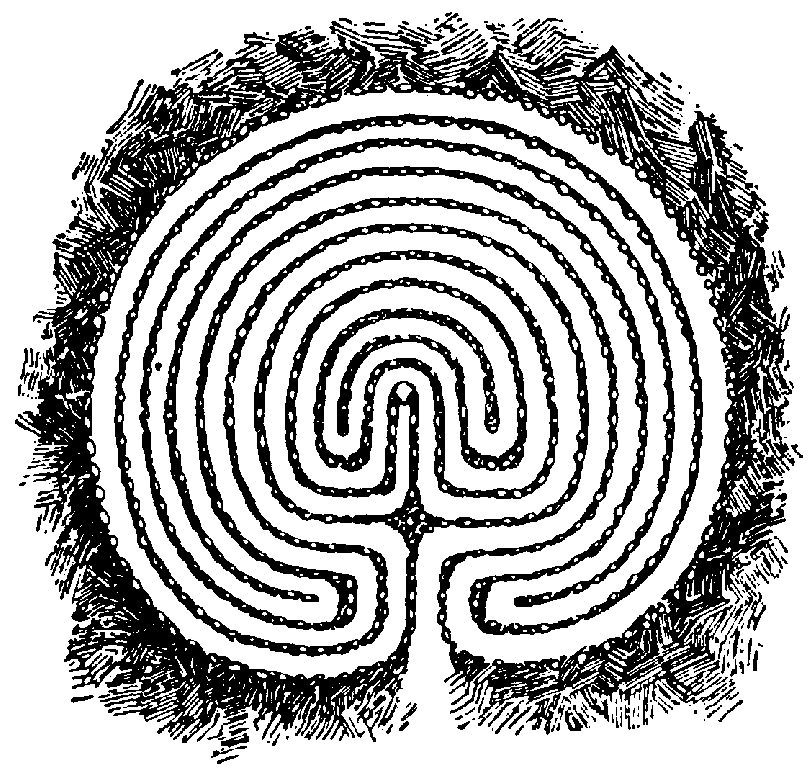
Den stora labyrinten strax norr om Visby stadsmur.

Labyrinten i Vittaryd är en fast fornlämning i Vittaryds socken i Småland. Såväl labyrintens ålder som dess syfte är okänt. En labyrint är en geometrisk, rund figur med smala gångar lagda i speciellt mönster med relativt små stenar, tätt ställda, som väggar och avgränsningar. 
Genom sitt finurligt lagda mönster bildar labyrinten en sammanhängande, mycket lång gång som har sin slutpunkt i labyrintens mitt. Ofta är stenarna av så små dimensioner att de är närmast helt övertorvade och endast framstår som upphöjningar i terrängen.
En exaktare datering av de nordiska labyrinterna har inte kunnat göras. Den äldsta avbildningen av en labyrints typiska mönster finns på en lertavla från Pylos på Peloponnesos från omkring 1200 f.Kr. Det säregna geografiska mönstret förekommer redan på grekiska, antika mynt. Från Knossos på Kreta känns en labyrint från antiken. Labyrinter utlagda i naturen finns på de brittiska öarna, i Tyskland, Östersjöområdet och uppe längs kusten mot Norra Ishavet. På Island finns ett fåtal.
I Sverige och Finland återfinns ett stort antal labyrinter. Den absoluta merparten av dessa ligger ute längs med kusterna, till och med ute på obebodda småöar och skär. I södra Sverige förekommer dock ett fåtal labyrinter inne i landet utan vattenanknytning. I Småland återfinns endast fyra i inlandet.  
Labyrinten i Vittaryd är ungefär tio meter i diameter och området röjdes upp och fornlämningen restaurerades 1979. Den ligger vid utkanten av ett gravfält från yngre järnåldern, bestående av ett fyrtiotal små gravhögar och en rund stensättning.  Fornlämningen ligger endast några hundra meter norr om kyrkan och kan därför sägas ha haft ett centralt läge i bygden. Om den ursprungliga användningen vet man givetvis inget men platsen har fram i tiden använts vid ungdomens olika lekar. Äldre personer har under 1900-talet berättat hur ungdomarna förr ”gick i Trelleborgen”. I samband med detta dansades det till fiolmusik. Labyrinterna kallades ofta för trojaborgar, medan benämningen trelleborg tillhör sällsyntheterna